# Калвін Кулідж
Джон Калвін Кулідж-молодший (англ. John Calvin Coolidge Jr., першим ім'ям не користувався; 1872–1933) — тридцятий президент США з 1923 по 1929, від Республіканської партії США.

## Біографія
Уродженець Вермонту, губернатор штату Массачусетс, Кулідж в 1920 році був вибраний на пост віцепрезидента США разом з президентом Гардінгом, на той момент він був відоміший, ніж його товариш по блоку. Смерть Гардінга 2 серпня 1923 року зробила Куліджа новим президентом. Про смерть попередника він дізнався через декілька днів, відпочиваючи в сільському будинку батьків, де не було ні телефону, ні електрики; батько Куліджа, мировий суддя, при світлі гасової лампи сам привів сина до президентської присяги. Повернувшись в Вашингтон, Кулідж повторно склав присягу перед верховним суддею США екс-президентом Вільямом Тафтом.
Правління Куліджа, який керувався принципом невтручання в економіку, було досить успішним. Штати переживали бурхливе економічне зростання («Процвітання», «Двадцяті, що ревуть»). Разом з тим вже в наступне правління (при Герберті Гувері) виникла могутня економічна криза («Велика депресія»).
Саме при Куліджі індіанці отримали повноправне американське громадянство, разом з тим проблема афроамериканців була не розв'язана, і 1920-ті роки відзначені різким сплеском діяльності Ку-Клукс-Клану і судів Лінча.
У 1924 році Куліджа обирають в президенти, але в 1928 році він відмовляється балотуватись на посаду, поступившись цим правом Гуверу. Масштабні невдачі республіканської партії негативно вплинули на його здоров'я. Кулідж помер через кілька місяців після поразки Гувера на виборах 1932 року і приходу до влади Франкліна Делано Рузвельта, чиї плани перевлаштування економіки він не схвалював.

## Цікаві факти
Станом на березень 2016 року залишався останнім чинним президентом США, який відвідав Кубу (Панамериканська конференція в січні 1928).